# Lâm Diệu Khả
Lâm Diệu Khả (林妙可, Lin Miaoke hay Lin Mao) (sinh ngày 1 tháng 7 năm 1999), còn có biệt danh là thiên thần biết cười hay công chúa nhỏ, là ca sĩ nhí 9 tuổi mặc chiếc váy màu đỏ biểu diễn bài hát Ca xướng tổ quốc (歌唱祖國, Ngợi ca Tổ quốc) trong đại lễ khai mạc Thế vận hội Mùa hè 2008 khi quốc kỳ Trung Quốc được rước ra sân vận động Tổ Chim.

## Tiểu sử
Lâm Diệu Khả sinh ngày 1 tháng 7 năm 1999 và hiện là học sinh tiểu học tại quận Đông Thành, Bắc Kinh. Năm lên 6 tuổi Lâm Diệu Khả đã xuất hiện trong một đoạn phim quảng cáo cùng với nữ diễn viên Triệu Vy. Năm 2007, Lâm Diệu Khả cũng xuất hiện trên truyền hình cùng với nhà vô địch Olympic môn chạy vượt rào Lưu Tường, đồng thời xuất hiện trong một đoạn quảng cáo cho Olympic vào Festival mùa xuân năm 2007.
Đã từng học 2 năm thanh nhạc và 4 năm vũ đạo, Lâm Diệu Khả cũng đứng đầu trong danh sách xếp hạng thành tích học tập
Vào tháng 4 năm 2008, khi đang học lớp 3, Lâm Diệu Khả cùng với hàng nghìn em bé khác trên đất nước Trung Hoa bước vào cuộc thử sức để chọn ra 56 gương mặt "nhí" tham gia vào lễ thượng cờ trên Sân vận động Tổ chim. Sau đó, chỉ 15 phút trước khi lễ thượng cờ Trung Hoa bắt đầu, Lâm Diệu Khả cùng gia đình mới biết mình được chọn để thể hiện bài hát Ca xướng tổ quốc trong đại lễ khai mạc Thế vận hội Bắc Kinh 2008 trước toàn bộ quan khách trên sân vận động, cùng hàng tỷ khán giả theo dõi lễ khai mạc qua màn ảnh nhỏ trên toàn cầu.

## Sự kiện hát nhép Olympic
Sau lễ khai mạc Thế vận hội Bắc Kinh, rất nhiều người trên toàn thế giới bày tỏ lòng hâm mộ với Lâm Diệu Khả và cô bé nhanh chóng trở nên nổi tiếng. Tuy nhiên, một sự kiện đã được chính đạo diễn âm nhạc của lễ khai mạc tiết lộ: trên thực tế, người thể hiện ca khúc Ca xướng Tổ quốc là Dương Bái Nghi (楊霈宜, Yang Peiyi), một cô bé răng sún 7 tuổi có ngoại hình kém hơn Lâm Diệu Khả, nhưng có chất giọng "hoàn hảo". Mặc dù Dương Bái Nghi bày tỏ với báo chí rằng giọng hát của cô được sử dụng trong lễ khai mạc vẫn khiến Dương Bái Nghi rất thỏa mãn, sự kiện hát nhép của Lâm Diệu Khả cũng gây chấn động dư luận.
Trả lời phỏng vấn trên Đài phát thanh Bắc Kinh, đạo diễn âm nhạc Trần Kỳ Cương (Chen Qigang) cho biết Ban tổ chức Thế vận hội Bắc Kinh cần một cô bé có cả ngoại hình và giọng hát tốt. Tuy vậy, họ đã rất khó xử trước tình huống bất khả kháng khi thấy tuy Lâm Diệu Khả xinh hơn nhưng lại không có giọng hát hay như cô bé 7 tuổi Dương Bái Nghi. Bởi vậy, sau nhiều lần kiểm tra họ đã quyết định chọn Lâm Diệu Khả là người diễn trực tiếp trong khi sử dụng giọng hát của Dương Bái Nghi từ sau hậu trường với lý do "...phải đặt lợi ích của quốc gia lên hàng đầu. Cô bé xuất hiện trong lễ khai mạc phải có ngoại hình hoàn hảo và phải truyền được cảm xúc cho khán giả". Tuy thế, Trần Kỳ Cương cũng cho rằng Lâm Diệu Khả không nhận ra rằng mình hát nhép, bởi giọng của cô cũng gần giống giọng Dương Bái Nghi. Chỉ có cha cô, nhà báo Lâm Huy, khi chứng kiến con gái biểu diễn đã nhận ra giọng cô bé "có sự khác biệt", nhưng lại nghĩ có thể là do hiệu quả âm thanh.
Sau sự kiện đạo diễn phần âm nhạc của đêm khai mạc Thế vận hội Bắc Kinh thừa nhận cô bé hát nhép, nhiều người dân Trung Quốc không vì thế mà giảm yêu quý Lâm Diệu Khả. Nhiều ý kiến trên các diễn đàn đã khẳng định: "lỗi đó thuộc về người lớn. Họ cũng chỉ muốn cho đêm khai mạc hoàn hảo mà thôi. Diệu Khả đã diễn xuất tốt".